# Temporada 1981 del Campeonato Europeo de Fórmula Dos
La temporada 1981 del Campeonato Europeo de Fórmula Dos fue la decimoquinta edición de dicho campeonato.

## Season review
| Rnd   | Carrera                          | Circuito          | Fecha            | Vueltas | Distancia  | Tiempo     | Velocidad    | Pole Position      | Vuelta rápida               | Ganador          | Equipo      |
| ----- | -------------------------------- | ----------------- | ---------------- | ------- | ---------- | ---------- | ------------ | ------------------ | --------------------------- | ---------------- | ----------- |
| Rd.1  | BRDC International Trophy        | Silverstone       | 29 de marzo      | 47      | 221.793 km | 1'11:44.76 | 185.482 km/h | Mike Thackwell     | Geoff Lees                  | Mike Thackwell   | Ralt-Honda  |
| Rd.2  | Jim Clark Gedächtnisrennen       | Hockenheim        | 5 de abril       | 30      | 203.67 km  | 1'00:28.05 | 202.095 km/h | Geoff Lees         | Riccardo Paletti            | Stefan Johansson | Lola-Hart   |
| Rd.3  | Jochen Rindt Memorial Trophy     | Thruxton          | 20 de abril      | 55      | 208.560 km | 1'04:02.40 | 195.403 km/h | Thierry Boutsen    | Marc Surer                  | Roberto Guerrero | Maurer-BMW  |
| Rd.4  | Internationales ADAC-Eifelrennen | Nürburgring       | 26 de abril      | 9       | 205,515 km | 1'05:04.63 | 189.481 km/h | Corrado Fabi       | Thierry Boutsen             | Thierry Boutsen  | March-BMW   |
| Rd.5  | Gran Premio di Roma              | Vallelunga        | 10 de mayo       | 65      | 208.0 km   | 1'16:01.14 | 164.169 km/h | Eje Elgh           | Corrado Fabi                | Eje Elgh         | Maurer-BMW  |
| Rd.6  | Gran Premio di Mugello           | Mugello           | 24 de mayo       | 42      | 220.290 km | 1'15:20.99 | 175.414 km/h | Thierry Boutsen    | Piero Necchi                | Corrado Fabi     | March-BMW   |
| Rd.7  | Grand Prix Automobile de Pau     | Pau               | 8 de junio       | 73      | 201.48 km  | 1'33:13.91 | 129.664 km/h | Michele Alboreto   | Geoff Lees                  | Geoff Lees       | Ralt-Honda  |
| Rd.8  | Gran Premio del Mediterráneo     | Pergusa-Enna      | 26 de junio      | 45      | 222.75 km  | 1'10:09.82 | 190.483 km/h | Thierry Boutsen    | Thierry Boutsen             | Thierry Boutsen  | March-BMW   |
| Rd.9  | Grand Prix de Formule 2 Belgique | Spa-Francorchamps | 9 de agosto      | 30      | 209.01 km  | 1'10:02.68 | 179.037 km/h | Thierry Boutsen    | Geoff Lees                  | Geoff Lees       | Ralt-Honda  |
| Rd.10 | Donington "50 000"               | Donington Park    | 16 de agosto     | 70      | 220.20 km  | 1'16:49.82 | 171.963 km/h | Manfred Winkelhock | Geoff Lees Corrado Fabi     | Geoff Lees       | Ralt-Honda  |
| Rd.11 | Gran Premio dell'Adriatico       | Misano            | 6 de septiembre  | 60      | 209.28 km  | 1'12:03.74 | 174.249 km/h | Thierry Boutsen    | Michele Alboreto Geoff Lees | Michele Alboreto | Minardi-BMW |
| Rd.12 | Mantorp Park – F2 Trofén         | Mantorp Park      | 20 de septiembre | 65      | 203.125 km | 1'20:08.0  | 152.090 km/h | Corrado Fabi       | Johnny Cecotto              | Stefan Johansson | Lola-Hart   |

-